# 아이자와 미야비
아이자와 미야비相澤雅는 《GTO (만화)》에 등장하는 히로인으로, 구 정발판 명칭은 상원.

## 소개
- 아이자와 미야비(상원) - 성우: 노다 쥰코 / 이동은

세이린학원의 여학생.얼굴도 예쁘고 공부도 잘하나, 과거에 좋아했던 담임 선생의 갑작스런 약혼 통보에 충격을 받아 자작극을 벌여 그 선생을 변태로 낙인 찍어버린 과거가 있다. 오니즈카를 혐오하며 어떻게 해서든 학원에서 추방시키려 한다..애니메이션에서는 거의 대부분 오니즈카를 내쫓으려하는 모습만 보인다. 오키나와 여름학교에는 아예 불참하였으며 미야비 집안 부친 코타로는 큰은행 부장이며 모친 마사요는 전업주부지만 부부사이가 안좋고 부모다 바람을 피우는걸 못마땅해 가출했고 2학기에는 더 심해져 등교거부 방안에만 틀여박혀있거나, 모친이 만나고 다니는 남자들을 만나고 다니지만, 하지만 영길선생 인질극소동으로 부친은 직장을 그만두고 새가게를 열며 새로 삶을 연다.원작에서는 머리스타일을 에반게리온에 등장하는 레이머리색갈하고 비슷한 물색과 금발로 염색하기도 하였다. 칸자키 우루미의 몰카 싸이트 유포 사건으로 수면제를 먹고 자살을 시도하려 했으며 2학년 4반의 비밀이 천사 멤버인 시부야한테 폭로당하자 학교 옥상으로 올라가 자살을 시도하려 한 적이 있지만 오니즈카(영길)과 후지요시(등길)타쿠미(탁혜)의 배려로 정상적인 생활을 시작한다.